# Pinball Construction Set
Pinball Construction Set è un videogioco simulatore di flipper a due dimensioni realizzato nel 1983 dalla software house Electronic Arts. Prodotto inizialmente per Apple II, in seguito ne vennero diffuse alcune versioni per altri home computer e personal computer dell'epoca. Venne realizzato dal programmatore e designer Bill Budge, sulla scia del successo del suo flipper per Apple Raster Blaster (1981).
Caratteristica fondamentale del programma è la presenza di un editor di livelli completo che permette di creare un proprio flipper personalizzato; fu proprio Pinball Construction Set a introdurre il genere del Construction Set, cioè la possibilità per il giocatore di modificare a piacimento lo schema di gioco rispetto a quello di default impostato dal programma, e volendo di creare un gioco completamente nuovo dello stesso genere.

## Modalità di gioco
Il gioco di base è un ordinario flipper con visuale dall'alto e schermata fissa, per 1-4 giocatori alternati; sono inclusi cinque tavoli predefiniti dimostrativi. L'interesse principale era dato dall'editor.
Caratteristica del programma era la sua semplicità d'uso, ottenuta grazie a un editor molto intuitivo, basato sulla tecnica del drag and drop: in sostanza da un apposito riquadro alla destra del piano di gioco è possibile trascinare per mezzo del puntatore gli elementi desiderati (alette, respingenti, bersagli, ecc.), e posizionarli direttamente sul piano di gioco nel modo preferito. Concluso il lavoro, è possibile giocare direttamente con il proprio flipper e salvarlo su disco, anche sotto forma di file eseguibile: ovvero, i flipper creati si possono distribuire su dischetti separati e non richiedono il possesso del programma originale per essere giocati.
Si dispone di una gamma di componenti predefiniti, perlopiù non modificabili nelle singole caratteristiche di forma e sonoro; lo schema di gioco è determinato dal tipo e dalla posizione degli elementi (statici e dinamici) inseriti e da alcuni parametri generali come gravità ed elasticità. Tra gli elementi sono presenti anche i poligoni, oggetti a cui tramite le apposite icone di comando si può cambiare liberamente forma e colore, che costituiscono le pareti solide e inerti del tavolo.
L'icona di una porta AND permette invece di determinare i collegamenti logici tra i componenti attivi, ad esempio per fare in modo che si ottenga un certo bonus quando si colpiscono tutti i bersagli di un certo gruppo sparsi per il tavolo.
È possibile anche disegnare decorazioni che non hanno effetto sulla meccanica del gioco, compreso modificare il titolo che appare fuori dal tavolo sopra i punteggi, con l'ausilio di una funzione lente d'ingrandimento che consente di colorare i pixel in dettaglio.